# دونالد فينكلر
دونالد فينكلر هو مترجم كندي، ولد في 1940 في وينيبيغ في كندا.